# Guttamåla
Guttamåla är en by i Vissefjärda socken i Emmaboda kommun, Kalmar län.
Guttamåla har en sjö vid namn Lillsjön och har därigenom gräns mot Blekinge. I byn finns en gård, Guttamåla gård, som föder upp köttdjur. Vid laga skifte omfattade byn 1/2 mantal, delat mellan fyra brukare.
I  Guttamåla finns sjöarna, Lillsjön, Lillsjögöl, Långgöl och Nätterhövden.